# Billbergia formosa
Billbergia formosa är en gräsväxtart som beskrevs av Ernst Heinrich Georg Ule. Billbergia formosa ingår i släktet Billbergia och familjen Bromeliaceae. Inga underarter finns listade i Catalogue of Life.